# هنزهولی
هنزهولی یک منطقهٔ مسکونی در سومالی است که در Middle Shebelle واقع شده‌است.